# Ask (Akershus)

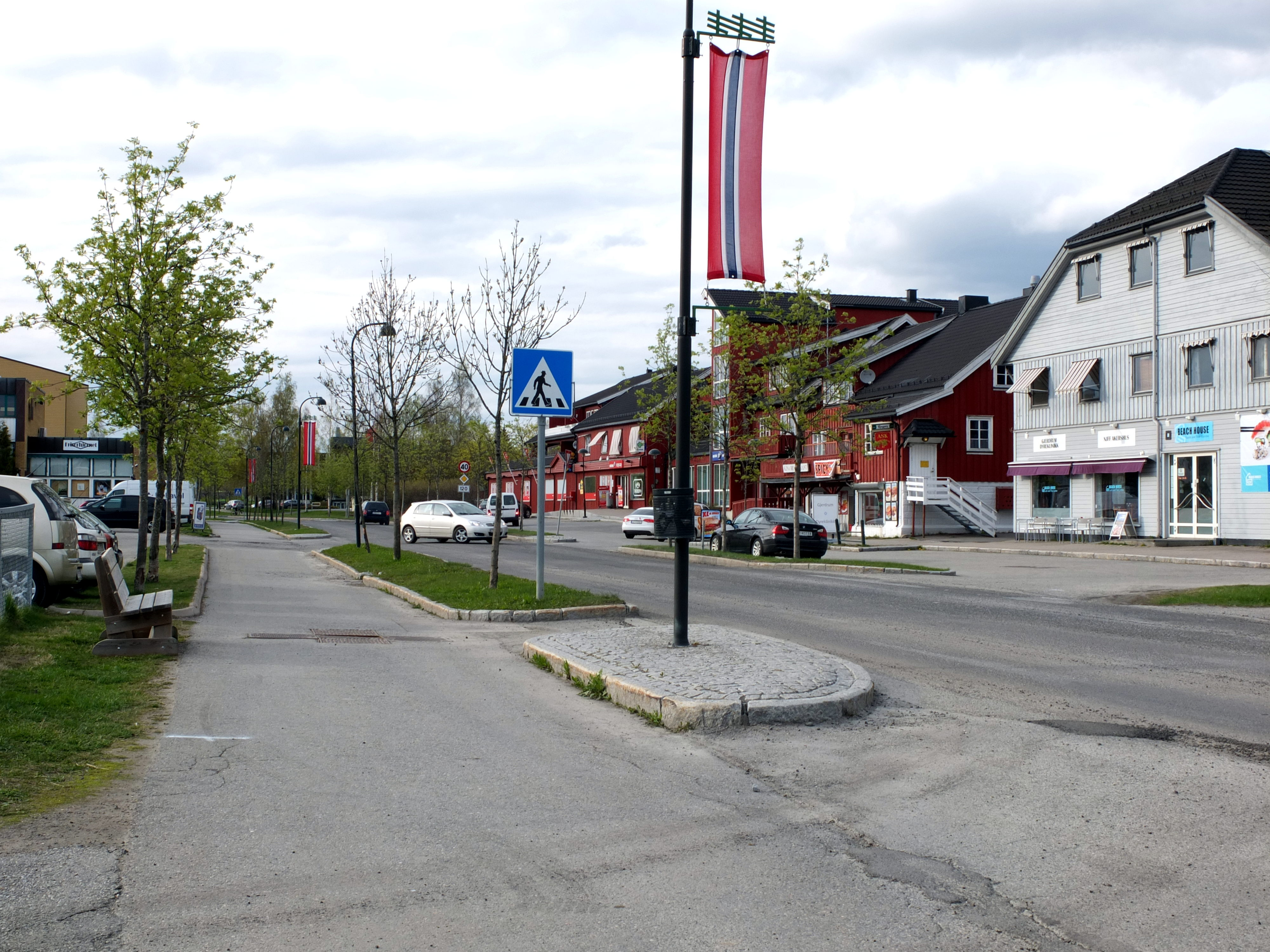
Straatbeeld in Ask

Ask is een dorp in de Noorse gemeente Gjerdrum in de provincie Akershus. In Ask is het administratieve centrum van Gjerdrum gevestigd.

## Geografie
Ask ligt in het geografische centrum van de gemeente Gjerdrum, ca. 40 km noordoostelijk van Oslo. De provinciale weg Fylkesvei 120 loopt door het dorp. In Ask splits Fylkesvei 1542 zich, waarmee een verbinding met Ullensaker is ontstaan. Beide wegen bieden ook een aansluiting op de Europese route 6 (E6). Grønlund ligt iets ten noordwesten van Ask.

## Bevolking
Tot 2013 was Ask een zogenaamde Tettsted, d.w.z. een nederzetting die voor statistische doeleinden apart werd geteld. In de statistieken voor het jaar 2012 werd de plaats vermeld met 1967 inwoners, het naburige Grønlund met 2392.  Sinds 2013 worden deze dorpen beoordeeld als één Tettsted met de aanduiding Grønlund. Het totale aantal inwoners bedraagt 5108 inwoners in 2020.

## Geschiedenis
Tot eind 2019 maakte Ask deel uit van de toenmalige provincie Akershus. Bij de regionale hervorming in Noorwegen werd het ingedeeld bij de nieuw gevormde fylke Viken. 

### Aardverschuiving

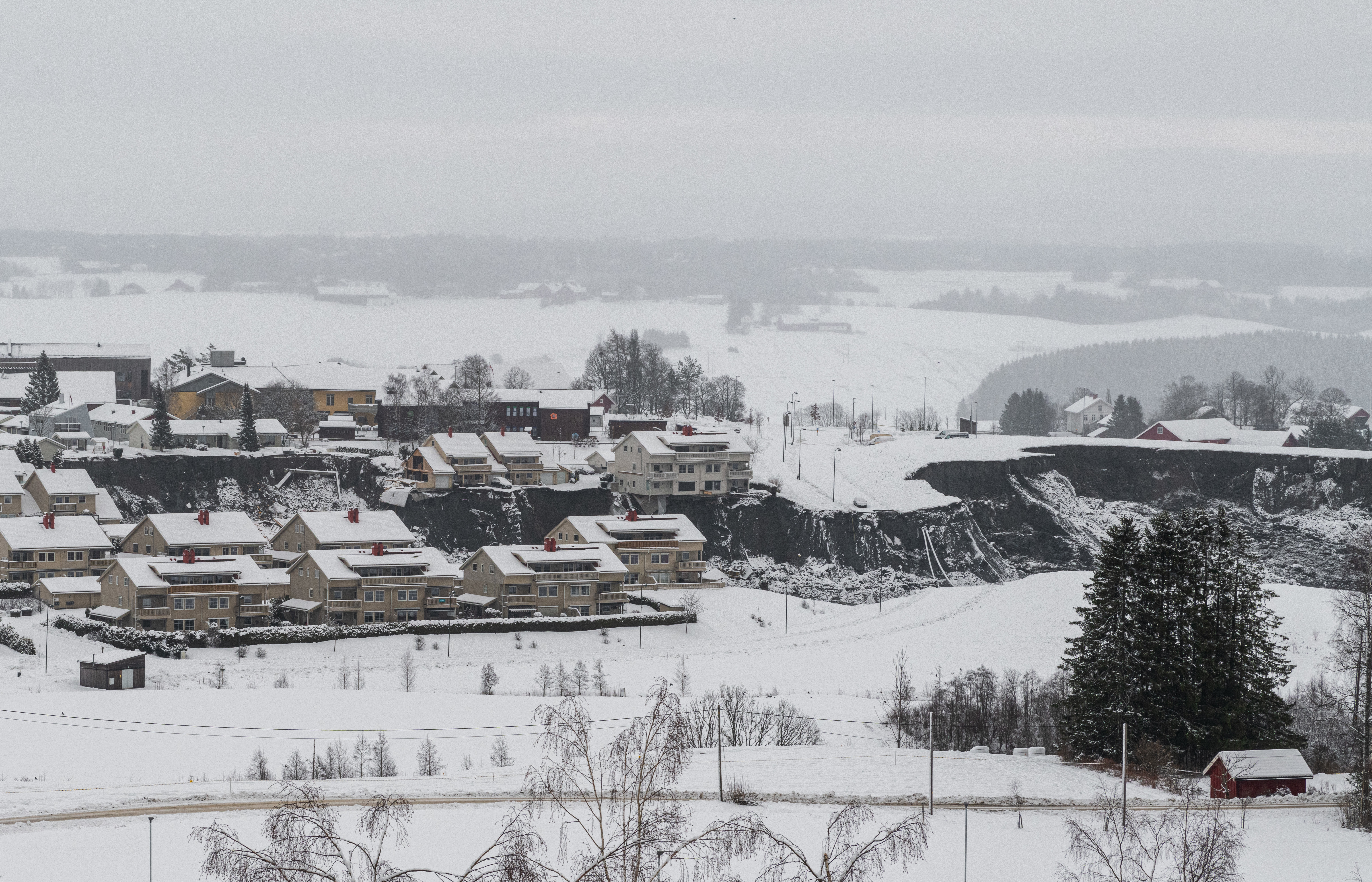
In het besneeuwde landschap is de schade door de aardverschuiving zichtbaar.

Op 30 december 2020 verwoestte een aardverschuiving meer dan 14 gebouwen in Ask. De aardverschuiving had een omvang van 350 meter bij 700 meter. De oorzaak lag in de snelle klei waarop delen van Ask gebouwd zijn. Bij de aardverschuiving raakten 10 personen vermist. Op 31 december werd het lichaam van een van hen aangetroffen. De dagen daarop werden nog 6 lichamen gevonden. Bijna 1000 mensen werden na de aardverschuiving geëvacueerd.
Op 5 januari 2021 trad opnieuw een kleine aardverschuiving op, die geen schade aanrichtte.
In de jaren voor 2020 traden er ook landverschuivingen op in Ask, namelijk in 1973, in 1980 en in 2014. Bij deze laatste werden twee huizen verwoest.